# Бульварный переплёт
«Бульварный переплёт» — российская авантюрная комедия 2003 года режиссёра Александра Муратова.

## Сюжет
Главный герой фильма — известный писатель Анри Круазе, в прошлом русский эмигрант Андрей Крестовский. Он узнаёт о том, что в России некто под псевдонимом Кристиан Тага занимается плагиатом его книг, издавая их большими тиражами. У Анри и без этого хватает хлопот: творческий застой, проблемы с новой книгой и измена жены. Его тестю и издателю Жильберу, связанному с писателем контрактом, невыгоден развод писателя, и он уговаривает Анри тем временем съездить в Россию и разобраться с нарушением авторских прав на месте.
В Москве выясняется, что Кристиан Тага — талантливая писательница по имени Вера, мать-одиночка. Она не особенно-то зарабатывает на адаптации книг Круазе, сама связанная рабским контрактом с издательством. Вера и Анри не сразу находят общий язык, но вскоре Анри начинает понимать, что нашёл родственную душу и любимую женщину. Работа над новой книгой наконец сдвигается с мёртвой точки. Анри передаёт все права на свои книги Вере, но доверенность случайно оказывается у его корыстолюбивого тестя.

## В ролях
| Актёр                 | Роль                              |
| --------------------- | --------------------------------- |
| Владимир Ерёмин       | Андрей Крестовский / Анри Круазье |
| Евгения Добровольская | Вера                              |
| Александр Калягин     | Жильбер                           |
| Ирина Апексимова      | Ирен, супруга Анри                |
| Виктор Раков          | Лавочкин                          |
| Татьяна Догилева      | Кира                              |
| Александр Феклистов   | Котик                             |
| Юрий Беляев           | Мефодий                           |
| Владимир Зайцев       | Кипарисов                         |
| Дмитрий Марьянов      | Люсьен                            |
| Игорь Ясулович        | вахтёр                            |
| Александр Сирин       | сосед Веры                        |
| Алексей Якубов        | капитан                           |
| Фёдор Добронравов     | сержант                           |

## Съёмочная группа
- Александр Муратов — режиссёр
- Владимир Брагин — сценарист-писатель
- Алексей Тимм — сценарист-писатель
- Валерий Мартынов — оператор
- Виктор Петров — художник-постановщик
- Вероника Долина — автор песни[1]